# Obszar metropolitalny Atlanty

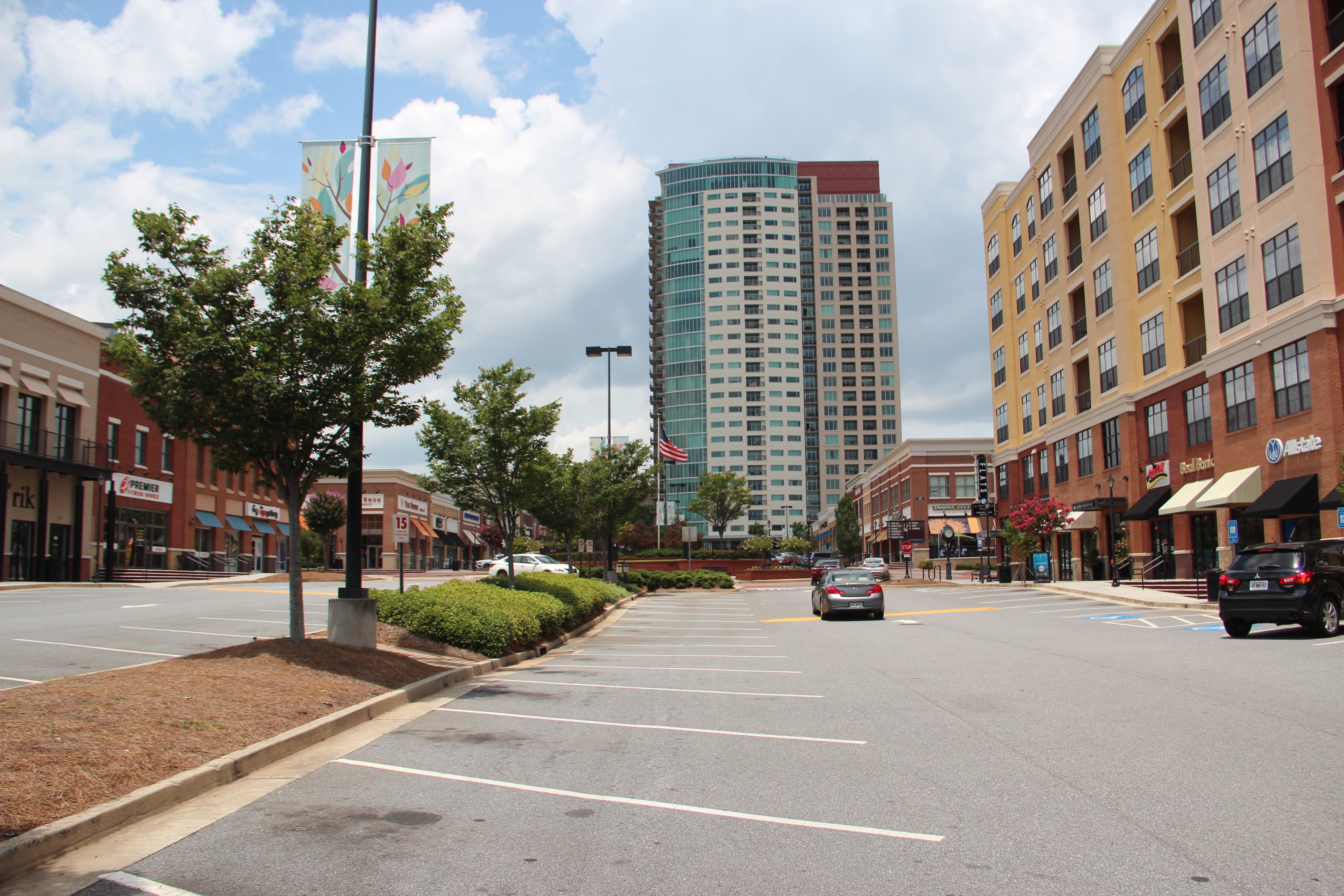
Północne przedmieście Dunwoody w hrabstwie DeKalb

Obszar metropolitalny Atlanty (ang. Atlanta metropolitan area, Metro Atlanta, GA Metropolitan Statistical Area, nazywany także Atlanta–Sandy Springs–Alpharetta) – najbardziej zaludniony obszar miejski w amerykańskim stanie Georgia i ósmy co do wielkości obszar metropolitalny w Stanach Zjednoczonych. 
W latach 1990–2020 populacja metropolii podwoiła się, co sprawia, że jest czwartym najszybciej rozwijającym się obszarem miejskim w kraju. Według spisu powszechnego w 2020 roku liczy 6,1 mln mieszkańców.  
Atlanta przyciąga nowych mieszkańców dobrymi perspektywami pracy, silnym wzrostem gospodarczym, bujnymi terenami zielonymi, zróżnicowaną kulturą, umiarkowanym klimatem, oraz wysoko notowaną scenerią kulinarną. Na obszarze metropolii znajdują się 343 parki miejskie.  

## Podział
Metropolitalny obszar statystyczny Atlanty (MSA) obejmuje 29 hrabstw: Barrow, Bartow, Butts, Carroll, Cherokee, Clayton, Cobb, Coweta, Dawson, DeKalb, Douglas, Fayette, Forsyth, Fulton, Gwinnett, Haralson, Heard, Henry, Jasper, Lamar, Meriwether, Morgan, Newton, Paulding, Pickens, Pike, Rockdale, Spalding i Walton.

## Większe miasta
Źródło: 
- Atlanta (498,7 tys.[11])
- Sandy Springs (108,1 tys.)
- South Fulton (107,4 tys.)
- Roswell (92,8 tys.)
- Johns Creek (82,5 tys.)
- Alpharetta (65,8 tys.)
- Marietta (61 tys.)
- Stonecrest (59,2 tys.)
- Smyrna (55,7 tys.)
- Brookhaven (55,2 tys.)
- Dunwoody (51,7 tys.)

## Gospodarka

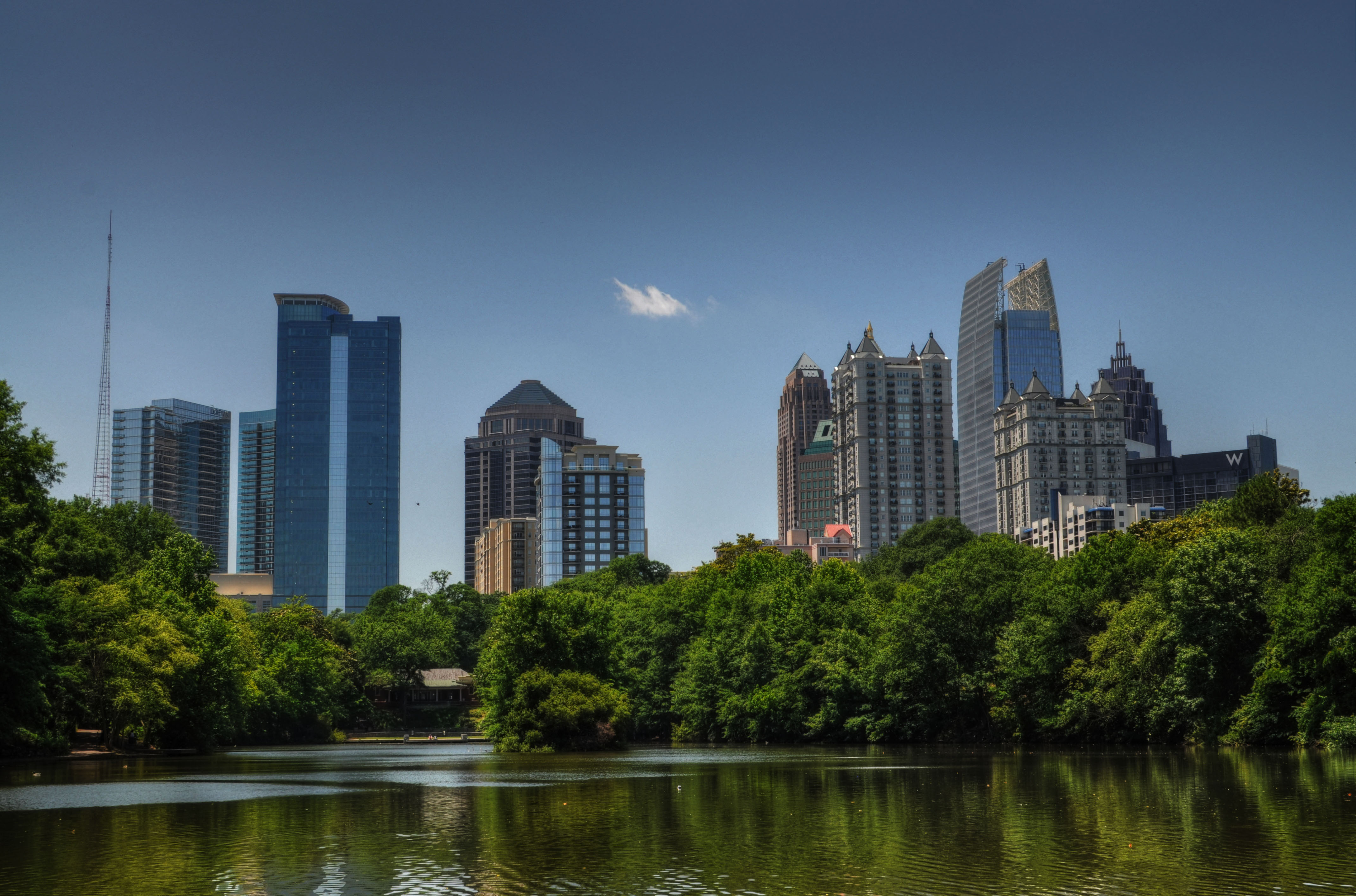
Dzielnica Midtown widziana z Piedmont Park

Metro Atlanta jest jednym z najważniejszych ośrodków logistycznych w kraju i słynie z błyskawicznie rozwijającego się sektora technologicznego. Głównym ośrodkiem technologii w Atlancie zostaje dzielnica Midtown Atlanta (siedziba Placu Technologicznego), ale także Buckhead, Alpharetta i Peachtree Corners. Region stał się również jednym z największych w kraju miejsc do produkcji filmów. Przemysł filmowy Atlanty przyniósł 90 tys. miejsc pracy, co doprowadziło do tego, że coraz częściej nazywane jest „nowym Hollywood”.
Branże takie jak opieka zdrowotna i technologie napędzają znaczną część wzrostu gospodarczego, szczególnie wokół małych firm i start-upów. Dzięki licznym zasobom i firmom zajmującym się łańcuchem dostaw, produkcją i motoryzacją, Atlanta jest centrum przemysłu na południowym wschodzie Stanów Zjednoczonych. Jest to także ważne centrum biznesowe i handlowe. Atlanta słynie ze scen muzycznych i filmowych, mnóstwa restauracji, barów i profesjonalnych drużyn sportowych.
Metro Atlanta ma trzecią (za Nowym Jorkiem i Houston) co do wielkości koncentrację firm z listy Fortune 500 w kraju, w tym The Coca-Cola Company, Delta Air Lines, Home Depot, United Parcel Service i Chick-fil-A. W 2014 roku Business Facilities Magazine umieścił Atlantę na pierwszym miejscu wśród miast o najniższych kosztach prowadzenia działalności gospodarczej.
Międzynarodowy port lotniczy Hartsfield położony 16 km na południowy zachód od centrum Atlanty, jest najbardziej ruchliwym lotniskiem na świecie. Ważny węzeł komunikacyjny tworzą także rozległe sieci linii kolejowych, oraz autostrady międzystanowe.

## Edukacja

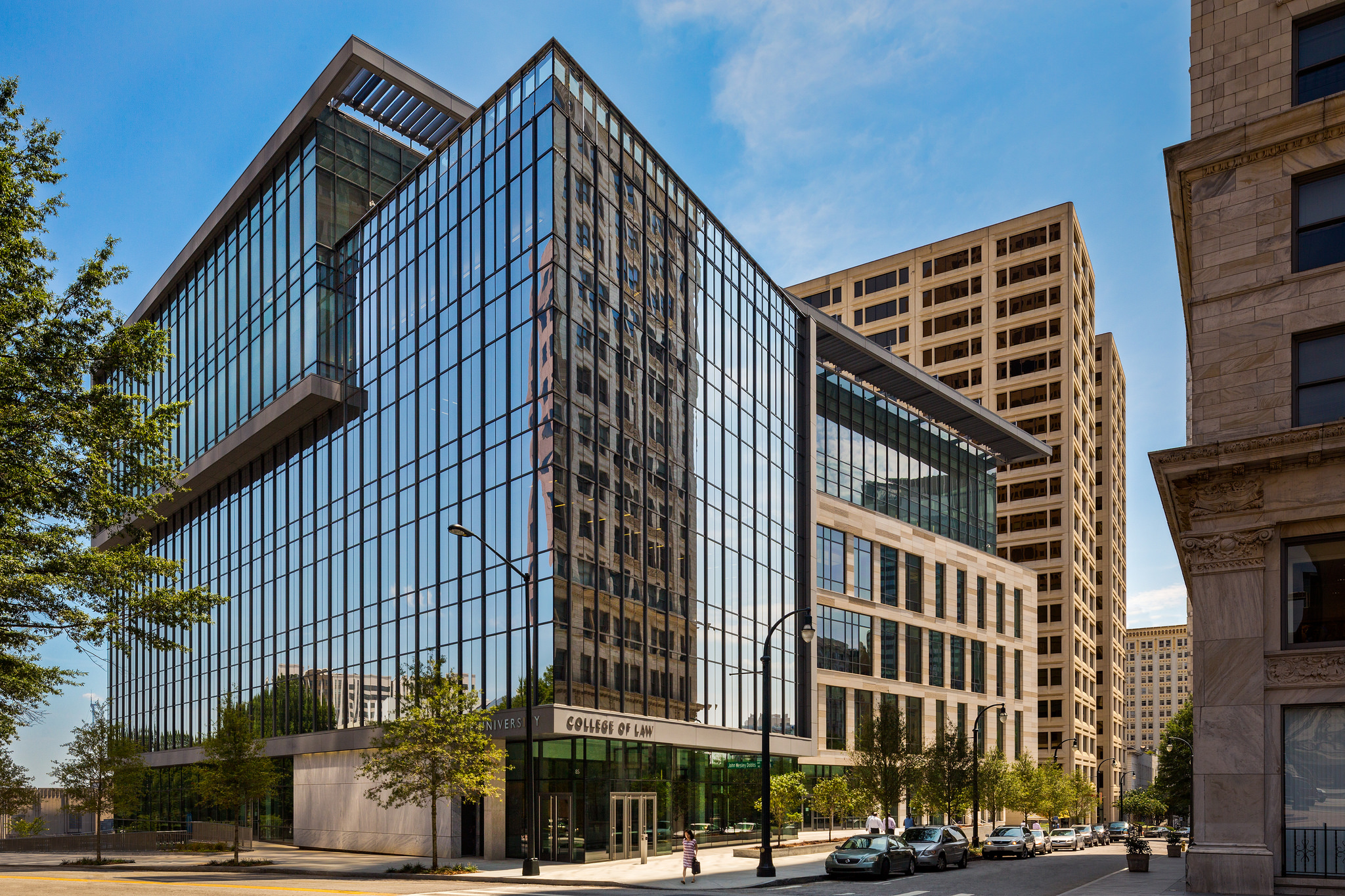
Budynek wydziału prawa Georgia State University

Z uwagi na to, że w Atlancie znajduje się ponad 50 instytucji szkolnictwa wyższego, jest ona postrzegana jako jeden z największych w kraju ośrodków dla kolegiów i uniwersytetów. W 2017 roku NerdWallet umieścił Atlantę jako jedno z 10 najlepszych miast dla absolwentów szkół wyższych, odnotowując stosunkowo niskie koszty utrzymania i obfitość miejsc pracy w branżach zaawansowanych technologii.
Według rankingów US News and World Report Georgia Institute of Technology znajduje się w pierwszej dziesiątce najlepszych publicznych uniwersytetów w Stanach Zjednoczonych od 1999 roku. Uczelnia ta, jest przede wszystkim uniwersytetem inżynieryjnym i badawczym, oraz odpowiada za rosnącą scenę start-upową w Atlancie.
Do innych ważniejszych uczelni należą: Georgia State University – flagowy uniwersytet stanu, a także Morehouse College, Spelman College, Emory University i Agnes Scott College. 

## Demografia
Według danych z 2019 roku metropolię zamieszkiwało 6 018 744 mieszkańców, z czego 52,2% stanowiła ludność biała (45,9% nie licząc Latynosów), 34,7% czarnoskórzy Amerykanie lub Afroamerykanie, 6,1% Azjaci, 2,8% osoby rasy mieszanej, 0,5% to rdzenni Amerykanie a 0,07% Hawajczycy i mieszkańcy innych wysp Pacyfiku. Latynosi stanowili 11% ludności aglomeracji.
Obszar metropolitalny Atlanty zyskał więcej Afroamerykanów od 1990 roku niż jakikolwiek inny obszar metropolitalny w USA, co sprawia, że jest drugim pod względem liczebności, po Nowym Jorku, skupiskiem ludności afroamerykańskiej. Spośród wszystkich amerykańskich obszarów miejskich Atlanta ma też czwartą co do wielkości populację czarnych imigrantów, około 190 tys. osób w 2019 roku. Podczas gdy do „historycznie czarnych” hrabstw z większością Afroamerykan należą Clayton, DeKalb i południowa część hrabstwa Fulton, w latach 2010–2020 w hrabstwach Douglas, Newton i Rockdale ich populacja potroiła się osiągając prawie połowę mieszkańców.
Wśród osób deklarujących białe pochodzenie do najliczniejszych grup należą osoby pochodzenia „amerykańskiego” (8,4%), angielskiego (7,6%), niemieckiego (6,5%), irlandzkiego (6,5%) i meksykańskiego (5,6%). Aglomerację zamieszkiwało także 73,4 tys. osób polskiego pochodzenia (1,2%). Największą społeczność azjatycką tworzą Hindusi (2,3%).
Mimo migracji na oddalonych przedmieściach, a także w przedmieściach na północ od centrum Atlanty wciąż przeważają białe społeczności nielatynoskie. Północne przedmieścia Atlanty w hrabstwach Forsyth, Fulton i Gwinnett mają też najliczniejsze społeczności azjatyckie. Ponad jedną czwartą mieszkańców miasta Duluth stanowią Azjaci. Latynosi stanowią najwyższy odsetek w hrabstwach Hall (28,1%) i Gwinnett (23%).
Obszar ten jest także zróżnicowany pod względem językowym, 81,4% populacji w wieku powyżej 5 lat mówi w domu po angielsku, 9,3% po hiszpańsku, 1,12% posługuje się różnorodnymi językami afrykańskimi, 0,93% wietnamskim, 0,74% chińskim, 0,65% koreańskim, 0,57% hindi i 0,53% francuskim. Inne języki nie miały więcej użytkujących jak 0,5% populacji.

## Religia

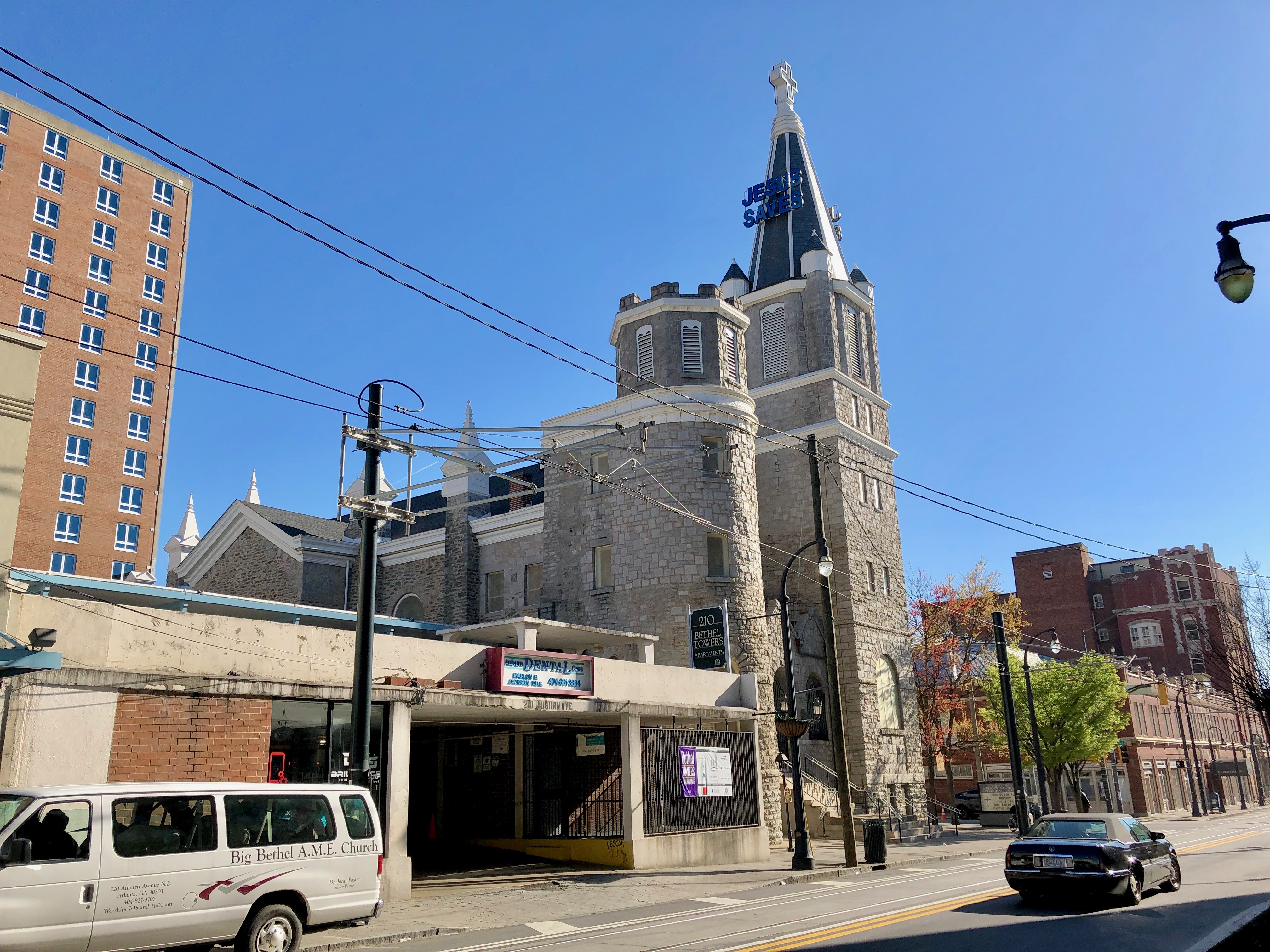
Big Bethel AME Church w historycznej dzielnicy Sweet Auburn jest częścią Afrykańskiego Kościoła Metodystyczno–Episkopalnego, a na swoim szczycie ma napis „Jezus zbawia”

Badanie Pew Research Center z 2014 roku obejmujące 17 największych aglomeracji USA wykazało, że obszar metropolitalny Atlanty ma najwyższy odsetek osób (63%) identyfikujących się jako protestanci i najmniejszy katolików (11%), oraz najmniejszy wyznających religie niechrześcijańskie (3%). Około 20% nie identyfikuje się z żadnym związkiem wyznaniowym.
Atlanta, miejsce narodzin Martina Luthera Kinga, jest domem dla szczególnie dużej części członków historycznie czarnej tradycji protestanckiej.
Do największych grup wyznaniowych, według danych z 2020 roku należały:
- Kościoły baptystyczne – ok. 900 tys. członków w 1446 zborach,
- Kościół katolicki – 653 926 członków w 82 parafiach,
- lokalne bezdenominacyjne zbory ewangelikalne – 443 822 członków w 797 zborach,
- Zjednoczony Kościół Metodystyczny – 338 086 członków w 455 zborach,
- zielonoświątkowcy (w większości Kościół Boży, Zbory Boże i Kościół Boży w Chrystusie) – ok. 150 tys. członków w 466 zborach,
- społeczność muzułmańska – 115 656 wyznawców w 77 meczetach.